# Vevetl
A vevetl (spanyol írásmóddal: huéhuetl vagy huehuetl, kiejtése kb. „ueuetl”) egy Mexikó területén máig használt azték eredetű dob.

## Leírás

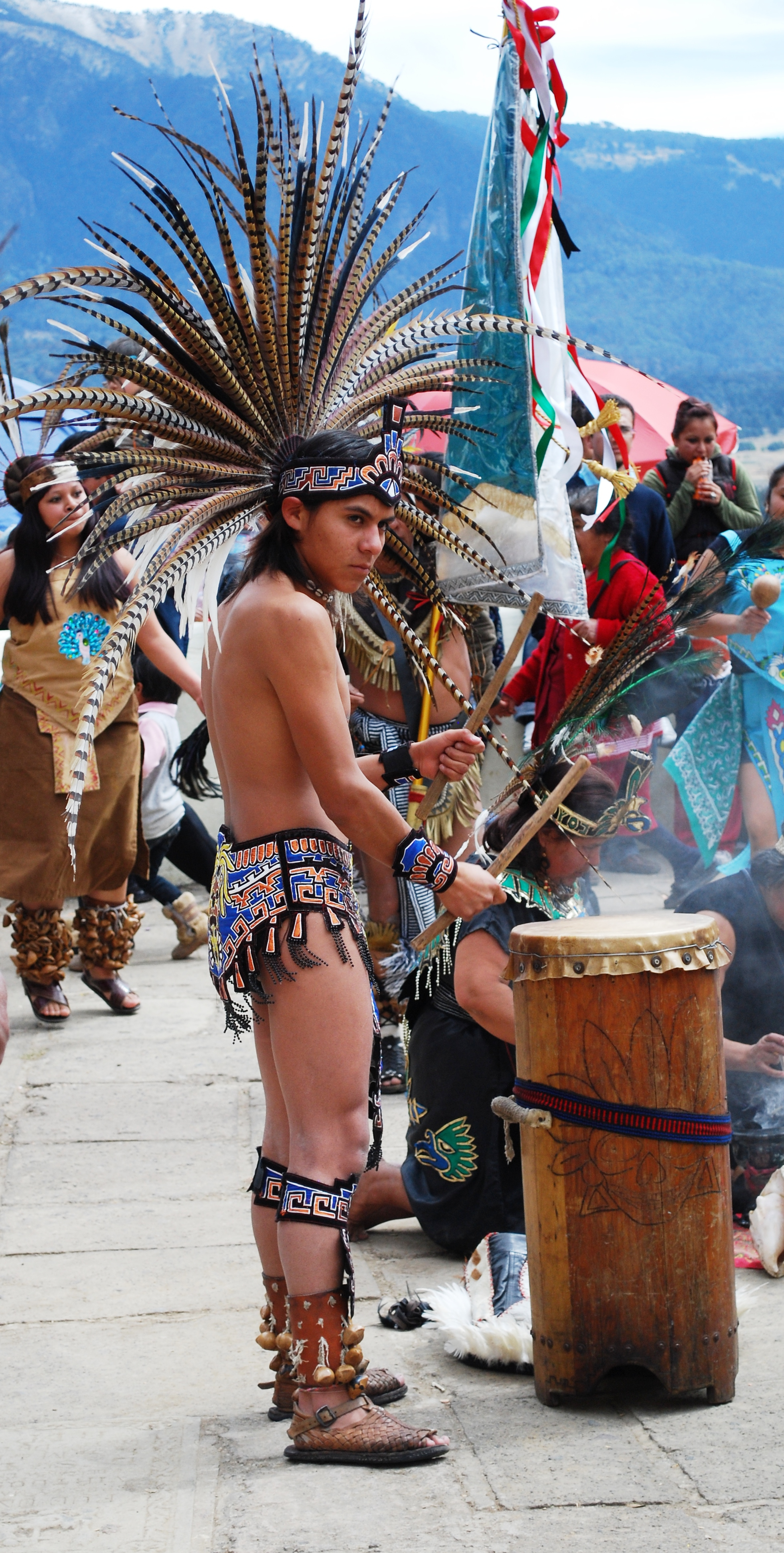
Hagyományőrző dobos a 21. században

A vevetl fából készült, hengeres, álló dob, melynek tetejére valamilyen állat bőrét (régen főleg szarvas, valamilyen disznóféle (talán örvös pekari), jaguár) feszítették ki. A fás részt faragással díszítették. A dobot a régi ábrázolások tanúsága szerint csak tenyérrel vagy ujjal ütötték, ma már elterjedtek hozzá a különféle ütők is.
A vevetleket szertartások alkalmával, csatákban és táncok, dalok kísérőjeként is alkalmazták, leggyakrabban a fekvő dobbal, az úgynevezett teponaztlival együtt szólaltatták meg őket. A nagyobb méretű, földön álló vevetlek, az úgynevezett panvevetlek vagy tlalpanhuehuetlek inkább háborús és jeladó célokat szolgáltak.

## Fennmaradt régi vevetlek
Ma összesen két ősi fennmaradt vevetlet ismerünk. Az egyik, az úgynevezett tlalpanhuéhuetl de Malinalco, a México állambeli Toluca de Lerdóban található Museo Regional kiállításán látható, faragványai José García Payón régész szerint a Lysiloma acapulcensis mimózaformákhoz tartozó fafaj, más forrás szerint a Taxodium mucronatum (Moctezuma-ciprus) fájából készültek és a Nahui ollin jelképet (ez azt a korszakot jelképezi, amiben ma élünk), Xochipilli-Macuilxóchitl istent, háromféle Atl-tlachinolli jelképet (a tűzzel és vízzel szimbolizált háború jelképe), valamint táncoló sas- és jaguárharcosokat ábrázolnak. A másik dob, a huéhuetl de Tenango, a mexikóvárosi Mexikói Nemzeti Embertani Múzeumban van, ebbe egy kiterjesztett szárnyú sast és egy keselyűt faragtak, melyek csőréből szintén az Atl-tlachinolli bújik elő. A dobot tartó három támasztékot pedig virágok és lángok díszítik.

## Mai vevetlek
A vevetl egyike azon kevés azték hangszernek, melyek túlélték a spanyol hódítást. Ma számos hagyományőrző használja és néhány készítője is ismert, az egyik közülük don Máximo Ibarra, aki részben az ősi módszerekkel, részben saját ötletei alapján készít ilyen dobot. A kivágott fenyőt 20 napig szárítja, majd hordó alakúvá vájja, és elkészíti a művészi faragványokat. A minta bonyolultságától függően akár fél évbe is beletelhet, amíg elkészül a mű. A tetejére az ősi szokástól eltérően szarvasmarha bőrét feszíti.